# 1992年台风盖伊
台风盖伊是1992年太平洋台风季最强烈且持续时间最长的风暴，于11月14日由国际日期变更线附近的季风槽形成，该季风槽还催生出另外两个天气系统。途经马绍尔群岛时，盖伊已经成为一个还在继续增强的台风，并在完全穿过该群岛后在公海上空达到最高强度。联合台风警报中心估计其最高风速达到每小时295公里，最低气压低至872毫巴（百帕，25.8英寸汞柱）。不过西太平洋的官方预警中心日本气象厅估计系统风速为每小时205公里，气压900毫巴（百帕，27英寸汞柱）。达到最高强度后，盖伊由于与另一个台风的相互影响而迅速减弱，到11月23日袭击关岛时风速已降至每小时160公里。之后风暴曾短暂地再次强化，之后再次减弱，于11月30日在日本以南洋面转变成温带气旋。
台风最先袭击了马绍尔群岛，造成5000人无家可归，大量农作物受损，该国首都马朱罗在风暴期间出现停水断电。群岛上没有当地人丧生，但有一位水手遇难。盖伊袭击关岛时成为该岛这年遭遇的第六个台风。之前岛上大部分品质较差的建筑物都在台风奥马尔来袭期间被毁，所以这次的台风没有对岛上造成严重损失。由于强度降幅很大，这场台风的内核混乱，产生的降雨量很小，但强风吹起的海水烧焦了关岛上的许多植物，导致大面积脱叶现象。在纬度更高的地区，台风摧毁了塞班岛上一套房屋，日本冲绳出现暴雨，导致洪涝和停电。

## 气象历史
1992年11月中旬，一个一直延伸到南海西部的季风槽在国际日期变更线以东发展出一股热带扰动。这个季风槽之前已经催生了热带风暴福雷斯特，之后还将形成台风亨特。热带扰动向西越过国际日期变更线，并逐渐组织起来，对流有所增加。11月14日，联合台风警报中心发布了熱帶氣旋形成警報。到了协调世界时当天下午18点，该机构开始针对位于马绍尔群岛以东洋面的第号热带低气压发布公告。日本气象厅当时也对这股低气压的发展进行了评估。次日，该低气压已经增强为热带风暴并被命名为盖伊（Gay）。
盖伊存在的大部分时间里都因为其北面的一个强劲反气旋而朝西面或西北偏西方向移动。联合台风警报中心于11月17日早上将风暴升级为台风，日本气象厅则在次日跟进。盖伊首先影响的是梅吉特岛，之后在马绍尔群岛中部穿过。由于海面温度和上层风型都很有利于系统发展，风暴开始进入一段快速增强期，这与11月在附近地区的其它台风情况类似。11月19日，联合台风警报中心将盖伊升级为超级台风，其一分钟持续风速达到每小时240公里。随后台风又得到进一步增强，根据卫星数据分析，联合台风警报中心估计盖伊于UTC11月21日凌晨0点达到了风力时速295公里的最高强度。该机构还估计台风的最低气压低至872毫巴（百帕，25.8英寸汞柱），这令盖伊成了继1979年的台风泰培以来最强烈的台风。与此同时，日本气象厅的估计数据则要低得多，其最高10分钟持续风速为每小时205公里，气压900毫巴（百帕，27英寸汞柱）。
达到最高强度后，盖伊西北方向的台风亨特产生的外流令盖伊上空的风切变有所增强，这些风切变令盖伊的北面风眼墙退化，导致其强度减弱。风暴达到最高强度之后仅过了24小时，联合台风警报中心就估计其风速已经下降65公里，低于超级台风的标准，对于处在公海上空的风暴来说，如此大幅度的减弱非常罕见。之前热带气旋预报模型曾预测盖伊会朝向北上或朝东北方向前进，但实际上风暴继续向西北偏西的关岛逼近。虽然系统仍在持续减弱，但其风力直径仍然高达1480公里。到了11月23日凌晨0点左右，盖伊在关岛登陆，成为在三个月时间内袭击该岛的第三个台风。另外两个分别是8月的台风奥马尔和10月的台风布莱恩。联合台风警报中心和日本气象厅都估计台风登陆时的风速仍然有每小时160公里。盖伊登陆后，台风亨特的影响明显减弱，令前者得以再度增强。11月25日晚，联合台风警报中心估计风暴达到了第二波最高强度，风速为每小时215公里。之后系统沿一个副热带高压脊的西部边缘缓慢移动，并在转向北上的过程中逐渐减弱。到了11月28日，日本气象厅将盖伊降级为热带风暴，联合台风警报中心也于次日跟进。日本气象厅评估认为盖伊于11月30日凌晨0点转变成了温带气旋，但联合台风警报中心仍在继续针对系统发布公告直至12月1日，这也让盖伊成为1992年太平洋台风季持续时间最长的台风，共发布了63份公告。风暴的温带残余加速并转向朝东北行进，经过了日本东南方向海域，之后又越过了国际日期变更线。

## 防灾措施和影响

### 马绍尔群岛

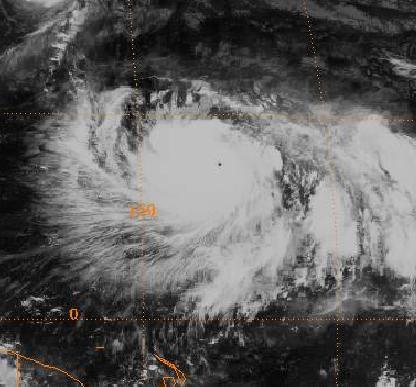
台风盖伊达到最高强度时的卫星图像

台风盖伊首先对马绍尔群岛产生影响，以台风强度的狂风袭击了多个环礁岛。梅吉特岛是第一个受到影响的岛屿，台风摧毁了该岛所有的木制建筑，导致大部分居民无家可归。狂风刮倒了岛上所有的树木，还毁坏了75%的庄稼。附近的艾盧克環礁上狂风风力和受损农作物的比例都与梅吉特岛接近，但其房屋只受到了轻度损伤。群岛南部的馬洛埃拉普環礁和奧爾環礁也受到了大风的影响，有约三成的房屋和庄稼受损。台风还给马绍尔群岛共和国首都马朱罗带去了闪电，导致整个岛上停水断电，还切断了无线电通讯。风暴卷起的瓦砾导致马绍尔群岛国际机场关闭达两天之久。盖伊还摧毁了烏賈環礁上一座于1989年建成的自动气象观测站。这场台风共计造成该国5000人无家可归，但由于准备工作及时而充足，当地没有出现人员丧生，整个群岛上只有一人受伤。不过，盖伊激起的巨浪令一艘湖中小船沉没，船上的两名水手只有一人生还。

### 关岛和北马里亚纳群岛
离开马绍尔群岛后，盖伊开始朝关岛逼近，成为在六个月内进入距该岛不到110公里范围内的第五个台风。岛上为此做了大量的防灾准备工作，多艘船只离开该岛，美国空军的多架飞机也转移到附近的其他基地躲避。学校、机场、政府大楼和港口均予关闭，约有4300人疏散到了风暴避难所。北面的塞班岛上有1639人撤离至风暴避难所，这在当时创下了该岛因风暴疏散人数的新纪录。
虽然与最高强度相比已大幅减弱，但盖伊袭击关岛时的持续风速仍然达到每小时160公里，尼米兹山（Nimitz Hill）上测得的阵风风速更达每小时195公里，强风仍然足以破坏电力和供水设施，还毁坏了几套房屋。由于强度降幅很大，盖伊的内核混乱，降雨量很少，联合台风警报中心也因此称其为“干燥台风”（dry typhoon），岛上的总计降雨量只有40到90毫米。虽然风力极强，但没有多少树木被刮倒，也没有多少树枝刮断。不过由于风速大，降雨少，台风将海水吹到了岛上，大片植被被烧伤，导致几乎整个岛上到处都出现了落叶现象。当地大部分双子叶植物都在风暴过后两天内掉光了叶子并枯萎，而像苏铁等裸子植物和棕榈虽然叶子还在，但大都变成了褐色。岛上的农民也因农作物落叶而蒙受了巨大的损失，部分地区的农作物在四年后仍然没有恢复到台风来袭前的水平。盖伊在关岛东部沿岸产生了1.2至1.8米的风暴潮，关岛北部的卡布拉斯岛（Cabras Island）上的海浪达到3.4米高，将沙子和水冲到沿海公路上，还击毁了一艘锚在岸边的船。联合台风警报中心估计，如果台风奥马尔没有在三个月前摧毁岛上的大部分质量较差的建筑，那么盖伊造成的损失将要大得多，此外，关岛首府阿加尼亚也受到了较轻微的损失，该岛以北的天宁岛上有四个铁制房顶被毁。更北面的塞班岛上有一所房屋被风暴潮摧毁，另外还有多座房屋的地基受到威胁，12户人家向紧急救援人员请求救助。风暴还导致部分地区停电，另有一座房屋因蜡烛和煤油灯而引发了火灾。

### 日本
盖伊转变为温带气旋的过程中给冲绳县带去了大雨。其中降雨量最高的共计达到322毫米，一个观测站在10分钟时间里就记录到27毫米降雨。有四幢建筑物被淹，许多农田也被淹没。阵风风速达到每小时82公里的狂风导致局部停电，还有两架航班取消。

## 善后
马绍尔群岛共和国总统阿马塔·卡布阿（Amata Kabua）宣布九个岛屿为灾区，美国总统乔治·赫伯特·沃克·布什也于12月16日宣布马绍尔群岛为灾区。马绍尔群岛地位特殊，虽然是一个独立国家，但却像一个美国州份或领地那样有资格获得联邦紧急事务管理署的救灾资金。美国提供50万8245美元（1994年美元，相当于644萬2025年美元）贷款用于紧急援助和对当地人进行培训，提高他们将来面对同类事件时的应变能力。风暴过后，马朱罗附近的工人播下种子，希望恢复受损的农作物。
1992年台风的接踵而至导致关岛的旅游业收入大幅下降。台风奥马尔和盖伊来袭期间，岛上居民间几乎没有什么通讯手段，此后为了给风暴救灾工作提供便利而建立了关岛通讯网络。
台风过去十年后发表的一篇研究论文指出，台风盖伊的强度可能要高于1979年颱風泰培，與1995年颱風安琪拉並列，只僅次於2013年颱風海燕及2020年颱風天鵝。根据德沃夏克分析法分析後，盖伊达到最高强度时的读数为8，直至2013年颱風海燕的出現才打破这紀錄，而海燕通過德沃夏克分析法換算後，其指數不但達到8.0，而且反映該指數的折線圖更史無前例地突破圖表上限，由此可見海燕超過了德沃夏克分析法的分析上限。雖然盖伊风眼周围的云层带温度很低，但與海燕相比卻要遠為不及；海燕的中心密集雲團的雲頂溫度為罕見的攝氏-90度，熱帶氣旋雲頂溫度越低代表熱帶氣旋越強，如此冰冷的雲頂溫度極為罕見，但是由于两个熱帶氣旋都没有直接的观测数据，因此不可能靠这样的估算作直接比較。